# Melalophacharops tamanukii
Melalophacharops tamanukii är en stekelart som beskrevs av Tohru Uchida 1928. Melalophacharops tamanukii ingår i släktet Melalophacharops och familjen brokparasitsteklar. Inga underarter finns listade i Catalogue of Life.